# Vitalij Potapenko
Vitalij Nikolajevič Potapenko (ukranijski:Віталій Миколайович Потапенко; Kijev, Ukrajina, 21. ožujka 1975.) umirovljeni je ukrajinski profesionalni košarkaš. Igrao je na poziciji centra, a izabran je u 1. krugu (12. ukupno) NBA drafta 1996. od strane Cleveland Cavaliersa.

## Profesionalna karijera
Izabran je kao 12. izbor NBA drafta 1996. od strane Cleveland Cavaliersa. Nakon tri provede sezone u dresu Cavsa, Potapenko je mijenjan u Boston Celticse gdje se zadržao tri sezone. 2006. godine, u velikoj zamjeni igrača, mijenjan je u Sacramento Kingse, a svoju karijeru završio je u španjolskom Estudiantesu. 

## Vanjske poveznice
- Profil na NBA.com
- Profil  Arhivirana inačica izvorne stranice od 12. svibnja 2010. (Wayback Machine) na Basketball-Reference.com